# Deutschland (Schiff, 1953)

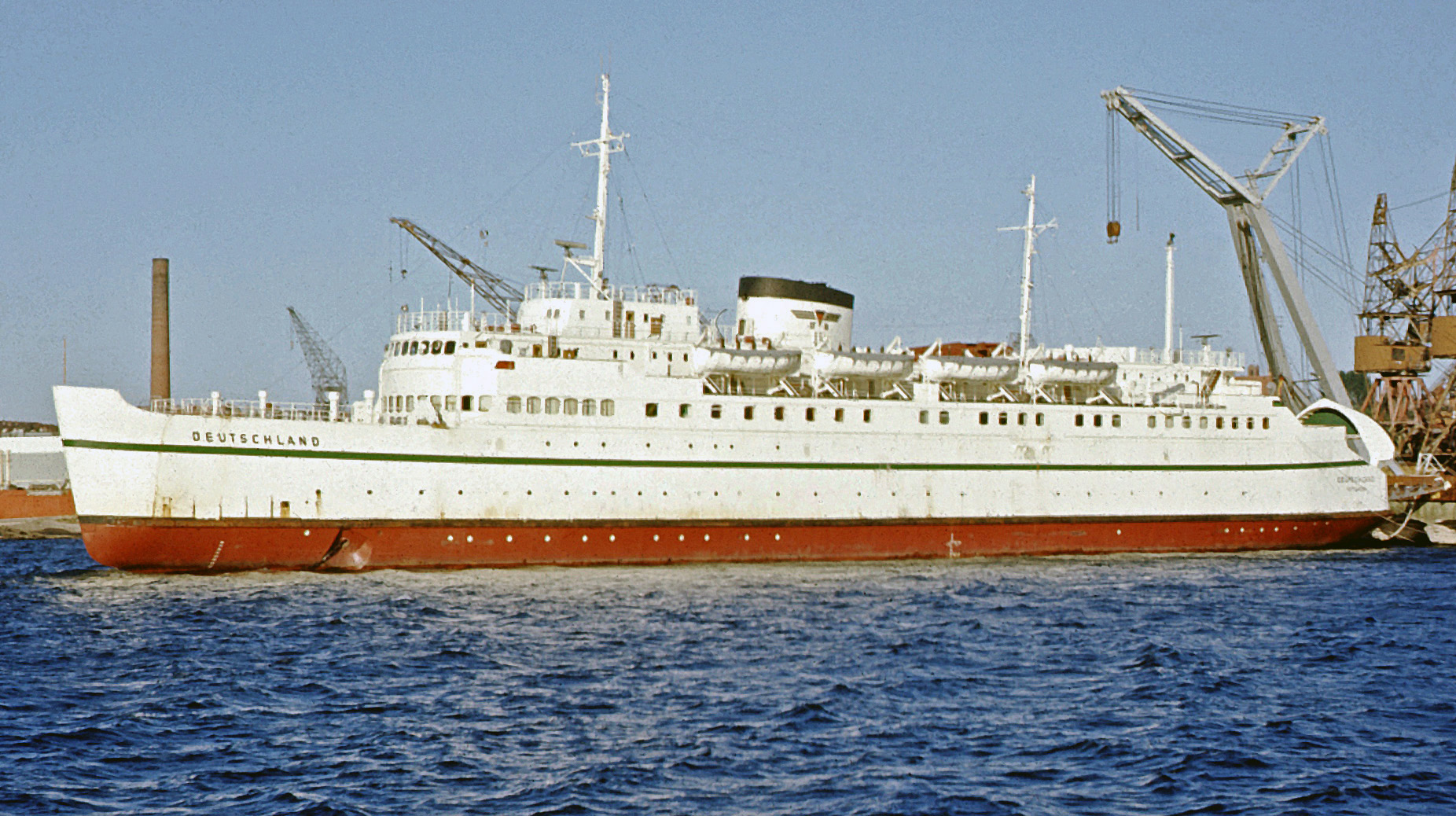
Die Deutschland kurz vor ihrem Verkauf 1972

Die Deutschland war eine kombinierte RoRo- und Eisenbahnfähre der Deutschen Bundesbahn (DB), die von 1953 bis 1963 auf der Fährverbindung Großenbrode ↔ Gedser und danach bis 1972 auf der Vogelfluglinie eingesetzt war.

## Bau und Ablieferung
Im Mai 1951 gab die DB bei der Howaldtswerke-Deutsche Werft eine Dreigleisfähre in Auftrag, um den Fährverkehr auf der gemeinsam mit den Dänischen Staatsbahnen (DSB) betriebenen Linie Großenbrode ↔ Gedser mit einem eigenen Schiff zu verstärken. Der Neubau wurde am 21. Februar 1953 auf den Namen Deutschland getauft und am 9. Mai 1953 von Bundespräsident Theodor Heuss feierlich in Dienst gestellt. Das Interesse an dem Schiff war so groß, dass die Besichtigung von Brücke und Maschinenraum nur mit Genehmigung der Bundesbahndirektion Hamburg gestattet war und die Bahn im Sommer 1960 von ständiger Überfüllung ausging.

## Bauliche Besonderheit: „Großer Belt-Form“
Für ihre beiden wichtigsten Fährverbindungen auf dem Großen Belt zwischen Nyborg ↔ Korsør bzw. Halsskov ↔ Knudshoved hatten die DSB bauliche Rahmenbedingungen festgelegt, um die eingesetzten Fährschiffe jederzeit nach Bedarf beliebig auf den Linien austauschen zu können, ohne dass dafür Anpassungsumbauten am Schiff selber oder an den Fähranlagen in den jeweiligen Häfen hätten vorgenommen werden müssen, was in Anbetracht der Gleisanordnung für die Nutzung des Eisenbahndecks ein besonders wichtiger Punkt war. Diese Spezifikationen sahen u. a. vor:
- eine Schiffsbreite von 17,70 m
- identische Parameter für die Winkel am Zulauf der Aufbauten bei Bug und Heck
- identische Parameter für die Verbindungen zwischen dem Schiff und den Fährbrücken, der Gangway für Fußgänger sowie der landseitigen Lastenaufzüge zur Proviantversorgung
- bei Schiffen mit zusätzlichem Autodeck: frontale Heranführung der Fährbrücke an das Schiff zur Bugbeladung
- bei Schiffen mit zusätzlichem Autodeck: sowohl direkte hintere als auch seitliche Möglichkeit zur Heranführung von Fährbrücken an das Schiff zur Heckbeladung

Für die Deutschland trafen die Spezifikationen für das zusätzliche Autodeck allerdings nicht zu; auch für das 1957 in Dienst gestellte DB-Fährschiff Theodor Heuss wurden sie erst relevant, als es 1963 von der Verbindung Großenbrode Kai ↔ Gedser auf die Vogelfluglinie verlegt wurde.
Da die DSB sowohl auf der Verbindung Großenbrode Kai ↔ Gedser und später auch auf der Vogelfluglinie Puttgarden ↔ Rødby stets die größere Flotte und somit die meiste Schiffstonnage stellten, konnten sie aufgrund dieser Position die „Großer Belt-Form“ für beide Linien durchsetzen. Dadurch wurden auch die Schiffe der DB in dieser Bauweise ausgestaltet.
Das bedeutete, die Deutschland hätte (ebenso wie die weiteren bis 1997 eingesetzten Fährschiffe der DB, die Theodor Heuss von 1957, die Deutschland von 1972 und die Karl Carstens von 1986) bei Bedarf und entsprechender Anforderung durch die DSB sowohl von der Linie Großenbrode Kai ↔ Gedser als auch später von der Linie Puttgarden – Rødby abgezogen und auf den ausschließlich von der DSB auf dem Großen Belt betriebenen Linien Nyborg ↔ Korsør bzw. Halsskov ↔ Knudshoved eingesetzt werden können. Selbst ein Anlaufen der Fähranlagen des bis zur Wiedervereinigung zur DDR gehörenden Hafens Warnemünde auf der von DSB und Deutscher Reichsbahn (DR) betriebenen Verbindung Warnemünde ↔ Gedser wäre möglich gewesen, da die DSB auch hier die „Großer Belt-Form“ etabliert hatten. In der Praxis sind diese Möglichkeiten jedoch nie ausgeschöpft worden.

## Einsatz
Das bereits seit Juli 1951 auf der Linie eingesetzte Fährschiff Danmark der Dänischen Staatsbahnen (DSB) trajektierte nur Güterwagen und Kraftfahrzeuge. Mit dem Einsatz der Deutschland wurden nicht nur die täglichen Abfahrten verdreifacht, sondern auch der Transport von Reisezügen aufgenommen. Als erster Zug wurde der „Skandinavien-Italien-Express“ vom Großen Belt auf die neue Fährverbindung verlegt. Es folgten der „Alpen-Express“ und der schnelle „Kopenhagen-Express“.
Nach dem Bau der Fehmarnsundbrücke und der Fährhäfen Puttgarden und Rødby Færge wurde die Fährverbindung auf die neue und kürzere Vogelfluglinie verlegt. Die Deutschland lief am 14. Mai 1963 das letzte Mal aus Großenbrode aus und von Gedser kommend das erste Mal in Puttgarden ein. Am 24. Mai 1963 wurde der Heimathafen im Schiffsregister von Großenbrode Kai zu Puttgarden geändert.

### Zwischenfälle
Ein Ausfall der Maschinenanlage zwang die Deutschland am 3. September 1953 acht Stunden lang in der sturmgepeitschten Ostsee zu ankern.
Am 15. Oktober 1956 brach vor dem Einlaufen in Gedser die Kurbelwelle eines Dieselmotors.
Am 11. November 1957 lief die Deutschland bei Nordost-Sturm vor der Hafeneinfahrt von Großenbrode auf Grund und konnte erst nach 42 Stunden freigeschleppt werden.
Zu einer Kollision mit dem Küstenmotorschiff Denia kam es am 4. Juli 1965, als beide Schiffe gleichzeitig in den Hafen von Rødby einlaufen wollten. Zu diesem Zeitpunkt wurde das Seerecht unterschiedlich ausgelegt und erst die Untersuchung durch das Seeamt führte dazu, dass eine eindeutige Vorfahrtsregelung zugunsten der Fährschiffe geschaffen wurde.
Der schwerste Zwischenfall ereignete sich am 23. Juli 1969, als die Deutschland im dichten Nebel mit der Puttgardener Ostmole kollidierte. Besatzung und Fahrgäste wurden ohne Vorwarnung durch die Decks geschleudert und mehrere Personen wurden so schwer verletzt, dass sie im Krankenhaus behandelt werden mussten.

## Ende des Einsatzes für die DB und Verbleib
Auf Grund des rasant steigenden Verkehrsaufkommens entschloss sich die DB bereits 1969 für einen Ersatz. Als die neue Deutschland am 23. Juni 1972 den Fährbetrieb aufnahm, hatte die alte Deutschland in den 19 Jahren ihres Einsatzes mehr als 6 Millionen Fahrgäste befördert.
Die Deutschland war zum Zeitpunkt der Außerdienststellung noch in einem ausgezeichneten Zustand. Bereits im August 1971 hatte die DB Verkaufsverhandlungen mit den DSB aufgenommen, die sehr interessiert an dem Schiff waren, doch da beide Staatsunternehmen sich nicht auf einen Kaufpreis einigen konnten, wurden die Gespräche abgebrochen. Auch Gespräche mit den Polnischen Staatsbahnen (PKP), die das Schiff für ihre Fährverbindung zwischen Świnoujście (Swinemünde) und Ystad einsetzen wollten, scheiterten. Ebenso erfolglos blieben Versuche, das Schiff auf dem Markt in Spanien und Südafrika anzubieten. Die Deutschland war einen Tag nach der Außerdienststellung am 22. Juni 1972 für eine kurze Werftzeit zu ihrer Bauwerft nach Kiel verbracht und anschließend dort aufgelegt worden. Die Liegekosten und der Aufwand für eine Notbesatzung, welche die Bordaggregate betriebsbereit hielt, schlugen derart zu Buche, dass die Deutschland schließlich im November 1972 für ca. 9,5 Millionen Deutsche Mark (eine Summe deutlich unter dem, was die DSB geboten hatten) an die griechische Costas Spyou Latsis nach Piräus verkauft wurde und dort als Renetta und ab 1977 unter dem neuen Eigner Maleas Shipping Co. SA als Nisos Rodos zwischen Piräus und der Insel Rhodos verkehrte.
Am 25. Juni 1978 geriet das Schiff auf einer Nachtfahrt nach Rhodos mit 110 Passagieren und 58 Besatzungsmitgliedern an Bord durch eine Kurbelwannenexplosion in Brand. Eigene Löschversuche blieben erfolglos, und so brannte das Schiff mit 28 Lkw und 18 Pkw an Bord völlig aus. Alle Personen an Bord konnten durch zwei zur Hilfe geeilte Schiffe gerettet werden. Die ausgebrannte Fähre wurde zunächst in Piräus aufgelegt und ab September 1979 bei Nafpe SA in Perama abgewrackt.